# Edwin Wiśniewski
Edwin Wiśniewski (ur. 19 kwietnia 1927 w Tczewie, zm. 22 listopada 2010) – polski ekonomista, wiceminister żeglugi (1973–1974) oraz handlu zagranicznego i gospodarki morskiej, ambasador PRL w Peru (1980–1982).

## Życiorys
Syn Franciszka i Jadwigi. Ekonomista. W latach 1947–1951 studiował na Wydziale Finansowym Wyższej Szkoły Ekonomicznej w Szczecinie, uzyskując w 1952 kwalifikacje ekonomisty-planisty. Pracował jako starszy inspektor w Inspektoracie Kontrolno-Rewizyjnym w Gdańsku (1952–1956), kierownik działu w Zarządzie Portu w Gdyni (1956–1962). W latach 1956–1962 studiował także finanse na Wydziale Morskim Wyższej Szkoły Ekonomicznej w Sopocie, otrzymując stopień magistra ekonomii. 5 września 1958 został członkiem Polskiej Zjednoczonej Partii Robotniczej. W latach 1962–1963 zastępca dyrektora Polskiej Izby Handlu Zagranicznego – Oddział Morski w Gdyni. W 1963 objął stanowisko dyrektora Morskiej Agencji w Gdyni. Od 22 grudnia 1966 do 1969 dyrektor naczelny Przedsiębiorstwa Handlu Zagranicznego „Polcargo” w Gdyni. Od 25 października 1969 do 1973 dyrektor generalny w Ministerstwie Żeglugi w Warszawie. Następnie pełnił funkcję podsekretarza stanu, początkowo w Ministerstwie Żeglugi (1973–1974), a następnie Ministerstwie Handlu Zagranicznego i Gospodarki Morskiej. Od 1980 do 1982 pełnił funkcję ambasadora nadzwyczajnego i pełnomocnego PRL w Republice Peru w Limie, akredytowanym także w Boliwii.
Pochowany na cmentarzu w Wilanowie.

## Publikacje
- Edwin Wiśniewski, Przemysław Anders: Umowy międzynarodowe PRL dotyczące rybołówstwa morskiego. Gdynia: Morski Instytut Rybacki, 1978, s. 370.